# Saint-Amand (Pas-de-Calais)
Saint-Amand település Franciaországban, Pas-de-Calais megyében. Lakosainak száma 119 fő (2022. január 1.). Saint-Amand La Herlière, Souastre, Bienvillers-au-Bois, Gaudiempré, Hénu, Humbercamps és Pommier községekkel határos.

## Népesség
A település népessége az elmúlt években az alábbi módon változott:
| Lakosok száma | 131  | 125  | 127  | 122  | 120  | 119  | 117  | 116  | 119  |
|               | 2013 | 2015 | 2016 | 2017 | 2018 | 2019 | 2020 | 2021 | 2022 |